# Armin Vilas
Armin Vilas (20 aprile 1955) è un ex bobbista ed ex ostacolista austriaco.

## Biografia
Durante la sua attività sportiva è stato anche un ostacolista di buon livello nell'atletica leggera; ha infatti preso parte ai campionati europei juniores di Duisburg 1973, fermandosi in semifinale nei 110 metri ostacoli. Ha inoltre vinto quattro titoli nazionali assoluti nei 110 ostacoli: nel 1973, nel 1975, nel 1976 e nel 1977.
Parallelamente alla sua attività nell'atletica, Vilas ha gareggiato anche nel bob nel ruolo di frenatore per la squadra nazionale austriaca. Prese parte ad almeno una edizione dei campionati mondiali, conquistando la medaglia di bronzo nel bob a quattro a Breuil-Cervinia 1975 insieme a Manfred Stengl, Gert Krenn e Franz Jakob.

## Palmarès

### Bob

#### Mondiali
- 1 medaglia:
  - 1 bronzo (bob a quattro a Breuil-Cervinia 1975).

### Atletica leggera
| Anno | Manifestazione   | Sede     | Evento | Risultato  | Prestazione | Note |
| ---- | ---------------- | -------- | ------ | ---------- | ----------- | ---- |
| 1973 | Europei juniores | Duisburg | 110 hs | Semifinale | 15"19       |      |

#### Campionati nazionali
- 4 volte campione nazionale assoluto dei 110 m ostacoli (1973, 1975, 1976, 1977)

1973
- Oro ai campionati austriaci assoluti, 110 m ostacoli - 14"30

1975
- Oro ai campionati austriaci assoluti, 110 m ostacoli - 14"50

1976
- Oro ai campionati austriaci assoluti, 110 m ostacoli - 14"53

1977
- Oro ai campionati austriaci assoluti, 110 m ostacoli - 14"21